# How to Dismantle an Atomic Bomb
How to Dismantle an Atomic Bomb là album phòng thu thứ 11 của ban nhạc rock người Ireland U2, phát hành vào tháng 11 năm 2004. Tương tự với album trước đó, All That You Can't Leave Behind, How to Dismantle an Atomic Bomb tiếp tục thể hiện thứ nhạc rock kiểu mới sau khi ban nhạc nghiên cứu alternative rock và nhạc dance từ thập niên 1990. Album được sản xuất bởi Steve Lillywhite, hợp tác sản xuất cùng Flood, Jacknife Lee, Nellee Hooper, Chris Thomas, Daniel Lanois, Brian Eno và Carl Glanville.
Ca sĩ hát chính của ban nhạc, Bono, miêu tả "đây là album rock đầu tiên của chúng tôi. Chúng tôi đã mất tới 20 năm, hoặc tương đương thế, để có được album rock đầu tay". Cho dù đây không phải là một album chủ đề, song hầu hết các ca khúc đều được ra đời gắn liền với một sự kiện ngoài đời thực. Tình yêu và chiến tranh, hòa bình và hòa hợp, thậm chí cái chết cũng đã được nhắc tới trong album.
How to Dismantle an Atomic Bomb đã lập kỷ lục giành toàn bộ 9 giải Grammy được đề cử. Album cũng là album bán chạy nhất năm 2004 với hơn 10 triệu bản trên toàn thế giới, theo kèm là các đĩa đơn thành công như "Vertigo", "City of Blinding Lights", và "Sometimes You Can't Make It on Your Own". Tạp chí Rolling Stone cũng xếp album ở vị trí số 68 trong danh sách "100 album xuất sắc nhất thập kỷ".

## Sáng tác và thu âm
Giọng ca chính Bono giải thích rằng anh đã tự đặt cho mình một vài câu hỏi khó trước khi tiến hành thu âm: "Tôi muốn kiểm tra xem nơi tôi từng ở cho đến nơi tôi đang ở. Vì vậy tôi đã quay lại và tìm nghe tất cả những loại nhạc khiến tôi muốn lập ban nhạc, từ Buzzcocks, Siouxsie and the Banshees, Echo & The Bunnymen. Và thật thú vị, giờ đây rất nhiều người trong các ban nhạc vẫn còn nghe loại nhạc đó. Vì vậy, nói vui thì chuyện đó làm chúng tôi thấy hoàn toàn hợp thời."
Nhằm tìm kiếm một âm thanh rock mạnh mẽ hơn All That You Can't Leave Behind, U2 bắt đầu thu âm How to Dismantle an Atomic Bomb vào tháng 2 năm 2003 với nhà sản xuất Chris Thomas. Sau chín tháng làm việc, ban nhạc đã có một chất liệu tốt cho album để sẵn sàng phát hành, nhưng họ không hài lòng với kết quả; tay trống Larry Mullen Jr. cho rằng các bài hát "chẳng có chút kỳ diệu nào". Sau đó nhóm đã mời Steve Lillywhite đảm nhiệm vị trí nhà sản xuất ở Dublin vào tháng 1 năm 2004. Một vài nhà sản xuất khác cũng được ghi chú trong album, bao gồm Daniel Lanois, Brian Eno, Flood, Carl Glanville và Nellee Hooper; Bono thừa nhận rằng sự kết hợp của nhiều nhà sản xuất ảnh hưởng đến "sự kết dính trong âm thanh".
Một bản demo của album (sao chép bởi guitarist The Edge) bị mất khi ban nhạc đang được chụp hình cho một tạp chí ở Pháp vào tháng 7 năm 2004. Bản demo có chứa các phiên bản chưa hoàn thiện của một số bài hát đưa vào album. Ban nhạc phát biểu công khai rằng nếu những track đó không bị rò rỉ trực tuyến, họ sẽ ngay lập tức phát hành album qua iTunes. Một vài tháng sau, album đã hoàn thiện bị rò rỉ trực tuyến, nhưng ban nhạc đã không phát hành nó sớm hơn như tuyên bố như trước đó.

## Sáng tác
Nghệ sĩ Cơ đốc giáo đương đại Michael W. Smith đã gia nhập và cùng ban nhạc vào phòng thu làm việc trong những buổi thu thử Atomic Bomb, anh làm việc cùng nhóm ít nhất là một track có tựa đề là "North Star". Track đó sử dụng để tri ân Johnny Cash chưa nổi lên chính thức hay phi chính thức ở bất kì định dạng nào. Một bài hát có tựa đề "North Star" do Bono giới thiệu được chơi tại Turin trong chuyến lưu diễn U2 360° Tour, mặc dù vẫn chưa rõ liệu nó có là cùng một bài hát làm việc trong các buổi thu thử không.
Một bản sớm nhất của "Love and Peace or Else", bắt nguồn từ những buổi thu thử cho All That You Can't Leave Behind, kế tiếp là các bài "Bloody Sunday", "Miss Sarajevo", "Please", và "Peace on Earth. Đoạn verse và chorus (điệp khúc) nói về mối quan hệ từ viễn cảnh của những cư dân ở quốc gia đang phát triển, tập trung vào sự khác biệt giữa kế hoạch kinh tế xã hội dài hạn của phương Tây ("You speak in signs and wonders") và nhu cầu lương thực cấp thiết của các nước đang phát triển ("But I'm begging for the crumbs from your table"). Câu hát ("You speak in signs and wonders") mang ý nghĩa như một lời chỉ trích nhằm vào Giáo hội Công giáo. Một màn trình diễn trong phòng thu cũng nằm trong đĩa DVD bonus; nó chỉ được chơi vài lần trong Vertigo Tour.

## Quảng bá

### Đĩa đơn
Đĩa đơn chính của album, "Vertigo" được phát hành ngày 24 tháng 9 năm 2004. Bài hát đứng đầu trên bảng xếp hạng ở một số quốc gia, trong đó có Anh quốc, đồng thời đạt vị trí #31 trên Billboard Hot 100 của Hoa Kỳ vào ngày 27 tháng 11 năm 2004, và đạt vị trí quán quân trên bảng xếp hạng Modern Rock Tracks và UK Singles Chart. Ca khúc cũng đứng đầu bảng xếp hạng tải kĩ thuật số tại Anh quốc và Hoa Kỳ, trở thành đĩa đơn kĩ thuật số bán chạy nhất của U2 tại Hoa Kỳ, với hai chứng nhận bạch kim.
Đĩa đơn thứ hai, "Sometimes You Can't Make It on Your Own" dược phát hành ngày 7 tháng 2 năm 2005. Bài hát nói về mối quan hệ của Bono với người cha quá cố của anh. Ca khúc ra mắt ở vị trí quán quân trên UK Singles Chart,, trở thành đĩa đơn kế tiếp đầu tiên của U2 làm được điều này. Đĩa đơn cũng đạt vị trí #15 trên Adult Top 40 và góp mặt trong các bảng xếp hạng Pop 100 (#87), Modern Rock Tracks (#29) và Billboard Hot 100 (#97).

## Đón nhận của công chúng
| Đánh giá chuyên môn  | Đánh giá chuyên môn |
| Điểm trung bình      | Điểm trung bình     |
| Nguồn                | Đánh giá            |
| -------------------- | ------------------- |
| Metacritic           | 79/100              |
| Nguồn đánh giá       |                     |
| Nguồn                | Đánh giá            |
| AllMusic             | [ 27 ]              |
| Blender              | [ 28 ]              |
| Entertainment Weekly | B                   |
| The Guardian         | [ 30 ]              |
| Los Angeles Times    | [ 31 ]              |
| NME                  | 9/10                |
| Pitchfork            | 6.9/10              |
| Q                    | [ 34 ]              |
| Rolling Stone        | [ 35 ]              |
| Uncut                | [ 36 ]              |

How to Dismantle an Atomic Bomb đều nhận được hầu hết những đánh giá tích cực. Trên Metacritic, dựa trên phép tính điểm trung bình cộng trên thang điểm 100 cho đến những bài đánh giá từ các nhà phê bình chính, album nhận được số điểm trung bình 79/100 dựa trên 26 bài đánh giá. Sau khi phát hành vào ngày 22 tháng 11 năm 2004, album ra mắt ở vị trí quán quân tại 34 quốc gia, trong đó có Billboard 200 của Hoa Kỳ (với doanh số 840,000 bản), UK Albums Chart của Anh và ARIA Charts của Úc. Album tiêu thụ được hơn 9 triệu bản trên toàn cầu. Theo số liệu từ Nielsen SoundScan, album đã tiêu thụ 3.3 triệu bản tại Hoa Kỳ tính đến tháng 3 năm 2014.

### Giải thưởng
Giống như Supernatural của Santana, album đã được trao tổng cộng chín giải Grammy từ 2005 đến 2006, sau khi giành chiến thắng tất cả các hạng mục được đề cử. Tại lễ trao giải 2005, đĩa đơn chính từ album "Vertigo" giành chiến thắng cả ba hạng mục đề cử là Bài hát rock hay nhất, Trình diễn song ca hoặc nhóm nhạc giọng rock xuất sắc nhất và Video hình thái ngắn xuất sắc nhất. Năm 2006, riêng album đoạt Album rock xuất sắc nhất và Album của năm, giúp U2 trở thành nhóm nhạc duy nhất giành giải này đến hai lần (lần đầu là với The Joshua Tree năm 1987). Đĩa đơn "Sometimes You Can't Make It on Your Own" từ album giành giải Bài hát của năm và Trình diễn song ca hoặc nhóm nhạc giọng rock xuất sắc nhất. "City of Blinding Lights" đoạt giải Bài hát rock hay nhất, trong khi nhà sản xuất Steve Lillywhite được trao giải Nhà sản xuất Phi cổ điển của năm.
How to Dismantle an Atomic Bomb được chọn là album hay nhất năm 2004 bởi USA Today, Paste và The New York Times. Nhà phê bình Robert Hilburn của Los Angeles Times cũng chọn Atomic Bomb là album hay thứ nhì của năm, và được xếp thứ ba và bốn lần lượt bởi liveDaily và Q trong các danh sách album hay nhất năm của họ. Album cũng nằm trong Tốp 50 album của năm 2004 bởi Rolling Stone, và sau đó họ xếp album ở vị trí 68 trong danh sách album hay nhất thập niên và "Vertigo" xếp ở vị trí bài hát hay thứ 64.

## Danh sách ca khúc
Tất cả lời bài hát được viết bởi Bono, sáng tác khác ghi chú bên; tất cả nhạc phẩm được soạn bởi U2.
| STT              | Nhan đề                                   | Phổ lời           | Sản xuất                 | Thời lượng |
| ---------------- | ----------------------------------------- | ----------------- | ------------------------ | ---------- |
| 1.               | "Vertigo"                                 | Bono và The Edge  | Steve Lillywhite         | 3:14       |
| 2.               | "Miracle Drug"                            | Bono and The Edge | Steve Lillywhite         | 3:59       |
| 3.               | "Sometimes You Can't Make It on Your Own" |                   | Chris Thomas             | 5:08       |
| 4.               | "Love and Peace or Else"                  | Bono và The Edge  | Brian Eno, Daniel Lanois | 4:50       |
| 5.               | "City of Blinding Lights"                 |                   | Flood                    | 5:47       |
| 6.               | "All Because of You"                      |                   | Steve Lillywhite         | 3:39       |
| 7.               | "A Man and a Woman"                       |                   | Jacknife Lee             | 4:30       |
| 8.               | "Crumbs from Your Table"                  |                   | Steve Lillywhite         | 5:03       |
| 9.               | "One Step Closer"                         |                   | Thomas, Lanois           | 3:51       |
| 10.              | "Original of the Species"                 |                   | Steve Lillywhite         | 4:41       |
| 11.              | "Yahweh"                                  | Bono and The Edge | Thomas                   | 4:21       |
| Tổng thời lượng: | Tổng thời lượng:                          | Tổng thời lượng:  | Tổng thời lượng:         | 49:03      |

| Bonus track tại Anh và Nhật Bản | Bonus track tại Anh và Nhật Bản | Bonus track tại Anh và Nhật Bản | Bonus track tại Anh và Nhật Bản | Bonus track tại Anh và Nhật Bản |
| STT                             | Nhan đề                         | Phổ lời                         | Sản xuất                        | Thời lượng                      |
| ------------------------------- | ------------------------------- | ------------------------------- | ------------------------------- | ------------------------------- |
| 12.                             | "Fast Cars"                     | Bono và The Edge                | Steve Lillywhite                | 3:43                            |
| Tổng thời lượng:                | Tổng thời lượng:                | Tổng thời lượng:                | Tổng thời lượng:                | 53:09                           |

"Fast Cars" là bonus track tại Anh, Nhật Bản và Ireland ấn bản CD, ấn bản Special Limited Edition trên toàn thế giới cũng như ấn bản kỹ thuật số, bao gồm cả The Complete U2. Bản mix mới có theo kèm đĩa đơn "All Because of You".
DVD (CD/DVD và ấn bản Special Limited)
| U2 and 3 Songs   | U2 and 3 Songs                                                 | U2 and 3 Songs |
| STT              | Nhan đề                                                        | Thời lượng     |
| ---------------- | -------------------------------------------------------------- | -------------- |
| 1.               | "U2 and 3 Songs" (The Documentary)                             | 20:02          |
| 2.               | "Sometimes You Can't Make It on Your Own" (Studio Performance) | 5:09           |
| 3.               | "Crumbs from Your Table" (live)                                | 5:00           |
| 4.               | "Vertigo" (Temple Bar Mix)                                     | 3:08           |
| 5.               | "Sometimes You Can't Make It on Your Own" (Acoustic Couch Mix) | 4:43           |
| 6.               | "Vertigo"                                                      | 3:23           |
| Tổng thời lượng: | Tổng thời lượng:                                               | 43:00          |

Bản viết tay phần lời của ca khúc "Sometimes You Can't Make It On Your Own" cũng có trong DVD trong như món quà lễ Phục sinh.

## Thành viên thực hiện
- Bono – hát chính, guitar đệm, piano
- The Edge – guitar, piano, keyboards, hát đệm, hát chính trong đoạn bridge của "Miracle Drug"
- Adam Clayton – bass guitar, keyboards
- Larry Mullen Jr. – trống, nhạc cụ, hát đệm trong "Miracle Drug"
- Jacknife Lee – keyboards, synthesizer
- Daniel Lanois – guitar, pedal steel, mandolin, shaker

## Xếp hạng và chứng nhận
| Bảng xếp hạng            | Vị trí cao nhất |
| ------------------------ | --------------- |
| Australian Albums Chart  | 1               |
| Austrian Albums Chart    | 1               |
| Canadian Albums Chart    | 1               |
| Dutch Albums Chart       | 1               |
| Finnish Albums Chart     | 1               |
| French Albums Chart      | 1               |
| Greek Albums Chart       | 3               |
| Irish Albums Chart       | 1               |
| Japanese Albums Chart    | 4               |
| New Zealand Albums Chart | 1               |
| Polish Albums Chart      | 1               |
| Spanish Albums Chart     | 6               |
| UK Albums Chart          | 1               |
| US Billboard 200         | 1               |

| Quốc gia                                                                           | Chứng nhận   | Số đơn vị/doanh số chứng nhận |
| ---------------------------------------------------------------------------------- | ------------ | ----------------------------- |
| Úc (ARIA)                                                                          | 4× Bạch kim  | 280.000^                      |
| Áo (IFPI Áo)                                                                       | Bạch kim     | 30.000*                       |
| Canada (Music Canada)                                                              | 5× Bạch kim  | 500.000^                      |
| Phần Lan (Musiikkituottajat)                                                       | Vàng         | 0                             |
| Pháp (SNEP)                                                                        | Bạch kim     | 0*                            |
| Hy Lạp (IFPI Hy Lạp)                                                               | Vàng         | 10.000^                       |
| Ireland (IRMA)                                                                     | 10× Bạch kim | 150.000^                      |
| Nhật Bản (RIAJ)                                                                    | Bạch kim     | 0^                            |
| Hà Lan (NVPI)                                                                      | Vàng         | 40.000^                       |
| New Zealand (RMNZ)                                                                 | 3× Bạch kim  | 45.000^                       |
| Ba Lan (ZPAV)                                                                      | Vàng         | 0*                            |
| Tây Ban Nha (PROMUSICAE)                                                           | 2× Bạch kim  | 200.000^                      |
| Anh Quốc (BPI)                                                                     | 4× Bạch kim  | 1.200.000^                    |
| Hoa Kỳ (RIAA)                                                                      | 3× Bạch kim  | 3.000.000^                    |
| * Chứng nhận dựa theo doanh số tiêu thụ. ^ Chứng nhận dựa theo doanh số nhập hàng. |              |                               |

| Năm                         | Đĩa đơn                                   | Vị trí cao nhất | Vị trí cao nhất | Vị trí cao nhất | Vị trí cao nhất | Vị trí cao nhất | Vị trí cao nhất | Vị trí cao nhất |
| Năm                         | Đĩa đơn                                   | IRE             | AUS             | BE (Wal)        | CAN             | UK              | US              | US Pop          |
| --------------------------- | ----------------------------------------- | --------------- | --------------- | --------------- | --------------- | --------------- | --------------- | --------------- |
| 2004                        | "Vertigo"                                 | 1               | 5               | 9               | 2               | 1               | 31              | 10              |
| 2005                        | "All Because of You"                      | 4               | 23              | 36              | 1               | 4               | —               | —               |
| 2005                        | "Sometimes You Can't Make It on Your Own" | 3               | 19              | 32              | 1               | 1               | 97              | 87              |
| 2005                        | "City of Blinding Lights"                 | 8               | 31              | 23              | 2               | 2               | —               | —               |
| "—" không có thứ tự cụ thể. |                                           |                 |                 |                 |                 |                 |                 |                 |